# 青島戰役
青島戰役（日语：青島の戦い）是第一次世界大戰初期日本進攻德屬膠州灣及其首府青島的一場戰役，也是一戰遠東戰區唯一的一場戰役。
青島自1898年在德國租借後，成為其殖民地，建有大量現代化設施和軍事要塞，也是其「東亞分艦隊」母港。第一次世界大戰爆發後，日本以「英日同盟」為由加入戰爭，藉此謀求在中國的擴張以及報復19年前德國協同法國和俄國強迫其放棄遼東半島權益之恥辱。1914年8月15日，日本向德國遞交最後通牒，要求後者將港內艦隊解除武裝，並無條件移交膠州予日本，為德國所拒。8月23日，通牒期限已至，日本對德宣戰。27日，日本海軍開始對膠州灣進行海上封鎖。9月2日，日軍於宣佈中立的中國領土——山東龍口—萊州一線登陸。同月19日，日軍再於青島東北嶗山仰口灣登陸。27日，駐守膠州的德軍已陷入四面合圍的情勢，但依託現代化防禦工事使日軍難以推進，直至11月1日日軍發動總攻，德軍彈藥耗盡，各要塞最終紛紛投降。11月7日，德軍總司令麦维德簽署降書。10日，日軍佔領膠州灣全境。
日本佔領青島後一直到1922年撤軍為止，透過武力、移民、商業活動等方式實質控制了中國山東全境，也改變了列強在華勢力格局，加深了中日兩國間的矛盾，更對中國近代歷史造成深遠的影響，日本從此確立了箝制北京的戰略優勢，於佔領青島兩個月後提出了危及中國主權的「二十一條要求」，日後「山東問題」更成了中國加入世界大戰、參與巴黎和會的關鍵因素，也進而引發影響深遠的「五四運動」。

## 背景

### 德國在膠州灣的殖民統治
青島位於中國山東半島南部，是山東半岛的門戶，東臨黃海、渤海，是具交通樞紐、海防要塞和商貿口岸的多功能城市，其境內的半封閉海灣——膠州灣港闊水深，向北可控制京津，南下則可通達江淮，兩者皆具有很高的經濟、軍事和政治地位，有「能為京師患者，莫如山東」一說，也因此成了列強欲奪取的目標。身為列強之一的德國也因商貿活動蓬勃發展，迫切需要海外據點，早在統一前普魯士地理學者費迪南·馮·李希霍芬即曾兩度前往中國考察，其於第三次考察之旅中注意到山東的煤炭資源，並從地圖上得知膠州灣此一海灣，他在報告中稱膠州灣是「中國北半部最大和最好的港口」，認為有優越的裝船條件，也可修建鐵路將省府濟南連接，為山東出口煤炭帶來便利。不過當時因首相奧托·馮·俾斯麥力主歐洲的均勢，在殖民事務上相當節制，直到1888年登基的新皇帝威廉二世才拋棄此一「大陸政策」，展開走出歐洲、追求世界強權地位「世界政策」。
1895年3月13日，中國因「甲午戰爭」戰敗而被迫同日本簽署《馬關條約》，割讓遼東半島。德國政府擔心中國若成为日本的保護國，將為其於東亞的擴張造成嚴重障礙，因此聯合俄國和法國對日進行強硬干涉，日本基於軍事和外交上的劣勢，被迫放棄永久領有遼東半島，是為「三國干涉還遼」。「甲午戰爭」後，德國海軍將目光放到東亞，阿爾弗雷德·馮·鐵必制、萊因哈特·舍爾以及海軍國務秘書腓特烈·馮·霍爾曼等人皆認為取得一個海外基地，為遠東施加本國影響力、制衡中日兩國成了急迫之事。在歷經一番選港之爭後，德國最終選定佔領膠州灣。不久後，中國發生「巨野教案」，兩名德國傳教士被殺，威廉二世以此為藉口，動員海軍於1897年11月13日出兵佔領膠州灣，並於1898年3月6日迫使清政府簽署了《膠澳租借條約》，是為「膠州灣事件」。德國租得膠州灣及南北兩岸陸地，租期99年，且一反將殖民地交給外交部管理的慣例，將膠澳租借地交由德國海軍管理。
德國佔領青島後將其定位為海軍軍事基地、港口和行政經濟中心，並以其本國都市為範本大力建設，從一個2萬人口的小漁村發展為人口17萬、已為中國第六大城的繁華港都，具備下水道、自來水廠、發電廠、水電管路、柏油馬路、綠地、公園等，威廉二世稱其為「德國文化模範區」。1902年至1911年的十年間，青島港的貨運吞吐量從每年15萬噸上升到200萬噸，另外還修築了從青島至濟南、長200公里的「膠濟鐵路」，使德國貨船得以從港口進入內陸，運輸德國所需的煤礦和鐵礦。軍事設施方面，青島作為德國最大海外艦隊——「東亞分艦隊」的母港，設有良好的造船廠、補給系統和相當的艦艇保修能量，且屯駐大量軍隊、砲台和堅固要塞也構成嚴密的軍事防禦體系（見下節）。

### 日本對山東的侵略意圖
日本很早便試圖佔領山東，早在「甲午戰爭」前就曾多次派遣間諜收集威海、煙台等地的資料以為日後侵略準備，而在「甲午戰爭」時便出兵攻佔了威海，甚至在擬定媾和條約時一度考慮將要求清廷割讓山東，但因害怕引起列強干涉而未採納。「三國干涉還遼」發生後，日本對此極其飲恨，日人將此稱作「遺恨二十年」，1906年時一名退伍的德國海軍軍官也對此坦言：「德日在法制、學術、教育領域極為親善，但兩國關係並不拘於此。此事（三國干涉還遼）之後，日人對德國的感情全然一變」。1898年德國強租膠州灣後，日本更為忿恨，稱德此舉「勢必危急遠東和平」，而其議院「日夜聚議，大有攘臂出頭之勢」，僅因後來德國支持日本對福建省的侵略而有所隱忍，改以經濟滲透山東的形式，與德國資本進行爭奪。
1900年代初，日本因國內外多種因素而逐漸向對德開戰的方向靠攏，先是1902年日本與英國締結「英日同盟」，發動了日俄戰爭並打敗俄國，之後因為德國在歐洲的崛起，英國同法國聯合俄國予以制衡，並施壓令日本與俄國改善關係，1906年恢復日俄外交關係，1910年又簽署了《日俄協定》，與此同時，日本也與法國於1907年6月10日達成協議，相互保證對方在亞洲殖民利益和領地，這使得「三國干涉還遼」中兩個當事國已與日本關係改善，而同為當事國之一的德國卻漸與歐洲相同，在遠東也陷入外交孤立的窘境，日本則已成英俄法在此一地區利益的保衛者，其本身在山東的經濟勢力也日益增強，自日俄戰爭後向中國內地擴張的野心亦日趨膨脹，青島和山東地區即成了日本亟欲攫取的目標。
此外在1910年代，日本因為連年的戰爭和侵略活動而負有巨大的債務，政府在借不到外債的情況下只能加稅，引發中產階級和民眾強烈反彈，陸軍同時也逼迫政府擴充軍備、再增設兩個師團，內閣持續夾在軍部期待擴軍備戰和民眾要求減稅之間的困境中，隨之演變成民眾要求自由民主、反斷軍部獨斷專行的「護憲運動」（又稱「大正政變」）。在外交上，日本的形勢也逐漸惡化，雖然其於日俄戰爭中上升為地區強國，但「英日同盟」逐漸疏遠，日本在南滿推行排斥他國利益的作法也與美國的「門戶開放政策」形成挑戰，導致美日關係惡化。1914年7月的日本《中央公論》雜誌對日本所處的危境有著下述評論：「貧困之日本此時不能在中國大力擴張利權，乃天數所使然，只能隱忍待時，等待再度發展之機。」換言之，此時的日本迫切地需要能轉移國內政治經濟危機的目標，這也成了日後一戰爆發後，日本主動對德宣戰的直接動因之一。

## 第一次世界大戰爆發

### 日本加入戰爭

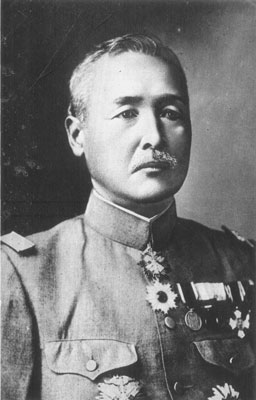
神尾光臣中將，日軍第18師團長，亦為進攻青島部隊之總司令。

1914年7月28日，奥匈帝国向塞爾維亞王國宣戰，不到一個月，歐洲各列強迅速捲入這場戰爭中，第一次世界大戰爆發。遠在亞洲的日本見此可擴張勢力範圍、增加國際影響力之良機，更是侵略中國之機會，日本駐華公使日置益即在戰爭起因的「塞拉耶佛事件」發生後不久稱「怕他戰不成，戰則大妙」；政界「元老」井上馨即認為這場戰爭是上天賜予的機會，乃「大正新時代的天佑」，他要求首相大隈重信與協約國團結確立日本在亞洲的權益；參謀本部次長明石元二郎稱日本無論如何必須進攻膠州灣，「膠州灣問題不過是根本解決中國問題的一個可乘之機」；第二次世界大戰後日本防衛廳戰史室編撰的《大本營陸軍部》一書也對此戰做出詮釋：「此次日德戰爭，則可視為（日本）推行國策的手段而主動尋求的戰爭」。
日本欲以「英日同盟」為由加入戰爭、進攻德屬膠州灣，但該同盟條約事實上並未規範其參戰義務，且英國對於邀請日本加入戰爭一事相當矛盾，一方面是自己在中國方面的「中國艦隊」無力封鎖德屬膠州灣、需要日本強大的海軍力量，另一方面又不希望因此損及自身在亞洲的影響力，英國自治領的澳大利亞、紐西蘭以及美國和加拿大也皆擔憂日本趁機在太平洋擴張。8月4日，英國對德宣戰。英國也在同日正式決定向日本提出在戰時保護其遠東航運的請求。8月7日，英國再請求日本協助摧毀中國水域內的德國武裝商船巡洋艦。8月8日，日本內閣做出參戰決議。8月15日，日本以《英日同盟條約》為由，向德國發出最後通牒，其內容與1895年前德國逼迫日本撤出遼東半島幾乎完全相同，如今為要求德國於9月15日前交出膠州灣，需立即撤出所有在中國和日本水域的德國艦艇和人員，並拆除青島要塞，最晚於8月23日前答覆。日本為安撫除了已捲入歐洲戰爭的列強外，唯一有實力干涉遠東事務的美國，在該通牒中承諾日後會將膠州灣轉交給中國，並對美國政府表示該通牒僅是依照英日同盟行事，無意侵略中國領土或尋求利益。最終德國並未理會該通牒，日本便於8月23日正式對德宣戰。8月25日，日本也對奧匈帝國宣戰。
早在戰爭爆發前，日本海軍即於8月上旬便完成將用於對德戰爭的第一艦隊（司令官加藤友三郎中將，駐橫須賀）和第二艦隊（司令官加藤定吉中將，駐佐世保）之準備，這些兵力佔了日本海軍聯合艦隊全部實力約三分之一。戰爭爆發後，第一艦隊用於封鎖黃海、掩護陸軍部隊登陸、防止德軍「東亞分艦隊」回頭襲擊，下轄3艘現代化戰列艦、4艘輕巡洋艦和1個水雷戰隊（即驅逐艦中隊）；第二艦隊則用於封鎖膠州灣，下轄3艘舊式戰艦（皆為日俄戰爭時俘獲的俄艦）、2艘海防艦、1艘裝甲巡洋艦、5艘防護巡洋舰、1個水雷戰隊（之後第一艦隊的水雷戰隊轉而加入）和1艘水上機母艦。陸軍方面，參謀本部於8月3日即開始規劃進攻青島之作戰方案，投入的地面部隊以第18師團為主力，下轄第23、第24共兩個步兵旅團、1個騎兵聯隊和1個野戰砲兵聯隊，並抽調原屬第3師團的第29旅團歸屬第18師團指揮。除此之外，日軍還出動了包括2個野戰重砲兵聯隊和4個獨立重砲兵大隊在內的大量砲兵，共有48門野戰重砲、48門攻城重砲、野砲和山砲50門。陸軍部隊統一由第18師團長神尾光臣中將指揮，編有51,880人和12,000匹軍馬。除此之外還有英軍從「中國艦隊」調來的旗艦——戰艦「凱旋號」、驅逐艦「烏斯克號」、「凱內特號」助陣，地面部隊則有納撒尼爾·巴納迪斯頓准將指揮的第36錫克步兵團與第2南威爾士邊防團部隊，共計1,390人。

### 德國方面的準備

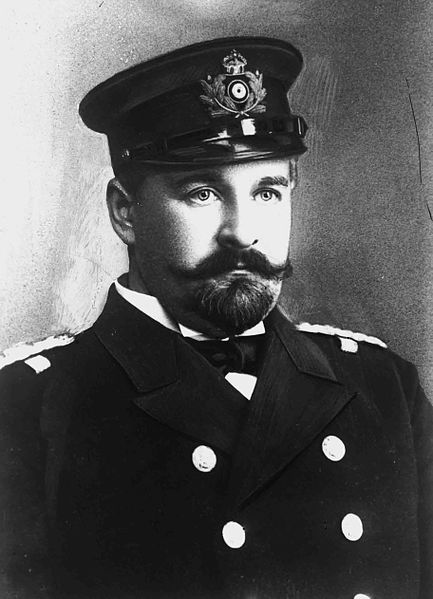
德國膠澳總督海軍上校麥維德，為德奧守軍總司令。

早在「塞拉耶佛事件」發生，歐陸已戰雲密佈時，德國「東亞分艦隊」司令馬克西米連·馮·斯比中將便意識到一旦戰爭爆發，孤懸於海外的青島要塞遲早將落於敵人之手，落入與日俄戰爭時受困於旅順港的俄軍「太平洋艦隊」相同的結果，因此早在6月便率領艦隊主力前往更具迴旋餘地的太平洋島嶼，而遠東地區的德艦只剩下小巡洋艦「埃姆登號」、「鸕鶿號」、雷擊艦「大沽號」、砲艦「虎號」、「黑鼬號」在青島，雷擊艦「S-90號」在煙台、砲艦「猞猁號」、「美洲虎號」分別在上海和長江下游，河川砲艦「水獺號」、「祖國號」在長江上游、「青島號」則在珠江的東江。8月1日，德國膠澳總督府接獲德國已參戰的電報，隨即發出動員令，「S-90號」、「猞猁號」與「美洲虎號」皆返回了膠州灣，「青島號」則在珠江自行鑿沉，「水獺號」與「祖國號」則賣給了中國政府，後三艘船員以及所有德國在華在鄉軍人與僑民皆設法經由陸路集中於青島。原先訪問煙台的奧匈帝國海軍「伊莉莎白皇后號」防護巡洋艦也於開戰後接獲命令，加入德軍戰鬥序列。
青島作為德國經營多年的軍事要地，擁有許多現代化防禦工事和要塞，大致可分作海陸兩方面，海防部份以前海一線修築的五座海防砲台為核心，分別是：團島砲台、台西鎮砲台、衙門砲台、俾斯麥山砲台、匯泉角砲台（其中有三处可以轉向內陸），入口處還布設了機械水雷、浮動水雷和水下障礙物，沿岸也設置了縱深達4公里的鐵絲網，灣內尚有艦艇巡邏；陸防則以山頭上修築的四座砲台——俾斯麥山北砲台、伊爾蒂斯山北砲台、伊爾蒂斯山東砲台、仲家洼砲台為主。在1914年日德戰爭爆發前又搶修了12座臨時砲台。除砲台外，德軍也沿著西北膠州灣內至東南灣外黃海一線構築了大量的步兵堡壘工事，共有五座主要堡壘群，地處距海泊河河床西至百米遠的高地，擁有居高臨下、易守難攻的優勢，河床和堡壘間還挖有深5公尺、寬約6公尺的壕溝，另外還布置了帶電鐵絲網、地雷和鹿砦等物。陸上主要防線則由三道組成：一，山東沿海岸至台東鎮西北海岸。二，太平山至台東鎮砲台一線。三，八關山、青島山、貯水山一線，而孤山至浮山、板橋坊至老虎山地區為前進陣地。
除了依託工事外，德軍還採取一系列緊急措施對應戰爭：一、控制全部陸路交通，放進不放出，所有汽車也全部徵用；二、布設水雷封鎖海港，各船一律停駛；三、實施嚴格的燈火管制；四、檢查市民信件，監視電訊通信。另外還出動軍隊到處捉拿苦力及腳踏車夫來彌補兵員的不足。最終青島要塞集結了主力為1,400人的第3海軍陸戰營（下有4個步兵連）、海軍砲兵第5營、東亞海軍特遣隊等約1,200人的部隊，加上奧匈帝國駐紮於中國約100人的部隊以及後備軍人等，青島共集結了正規軍2,710人、預備役士兵1,424人、德國市民義勇兵105人、軍艦水兵681人，總兵力為4,920人，最高長官為膠澳總督海軍上校麥維德，陸軍指揮官則為腓特烈·馮·克辛格中校。

### 中國試圖中立與收回膠澳
一戰爆發之初，中國的袁世凱政府便認知到戰火可能延燒到列強在華租借地，因此8月3日透過美國駐華使館希望同當時尚處中立的美國聯合，由後者出面勸告各參戰國勿於包括租借地在內的中國領土和附近水域進行軍事行動。6日，中國政府宣告中立，並發布《局外中立條規》24條，又與美日兩國提議由三國聯合勸告交戰各國「限制戰區」，以使「戰禍不至及於東方」。8月7日，中國外交部向各國公使發出照會。8月12日，各國宣佈承認中國中立。至於美國的反應較為謹慎，但仍給予支持；日本則極為憤怒，大隈首相於8日責問中國駐日公使陸宗輿中國是否想聯美反日？又稱「宣言戰區，如他國不聽，須以武力干涉。美國總統僅以空頭警告，有何效力。各國大戰在即，尚需熟視戰機。德雖與日不表敵意，青島艦隊難免與英法衝突。日以英國同盟關係，如東方有戰，日本不能中立。總須東方德艦滅盡，海面方告和平。」之後日方逼迫中方交出外交總長與駐美公使的往來函電以供其審閱，還以流亡於日本的反袁勢力為籌碼，威脅將在中國造成治安問題。袁政府最終只得取消限制戰區之提議。
除了中立的主張外，中國國外不乏有如梁士詒幾位人士主張參戰，認為一可從德國取回青島，二可提高中國國際地位，三則能在戰後和會佔有一席之地，亦可直接參與國際事務。面對日本一副即將進入中國作戰的情勢，梁士詒向袁世凱建議採取主動，就青島問題向英國取得諒解，一面包圍青島，一面又與德協商收回膠州灣租借地及德國在華利益，若成功日本便沒有出兵之理，但袁並未應允。隨著戰爭的爆發與日本發出的最後通牒，德國也認知到自己在華殖民地的危急處境，因此德國駐華代辦馬爾贊以私人身份拜訪中國外交總長孫寶琦，提議將膠澳租借地交還給中國，此舉不僅能消除日本出兵的理由，還能透過《膠澳租借條約》第一項第五款規定，因租期未滿前自願將膠澳歸還中國，得自中國要求德國在膠澳大筆城市建設、膠濟鐵路的資金賠償，且日後戰爭結束中國還要在相宜之處再給德國找一塊殖民地。
對此提議，中國曾探尋各國態度。8月19日，外交部參事顧維鈞赴英國駐華使館探尋英國態度，後者駐華公使朱爾典表示即使德國願意接受日本之最後通牒而交還中國膠州灣，日本仍會開戰，故勸告中國「不宜與（德）商」；同日，交通總長梁敦彥詢問美國駐華代辦馬克謨，希望由美國出面交涉，先由美國接收德國的膠澳權益，再將其轉交給中國，從而避免戰爭，但美國不願為此得罪日本而拒絕；至於日本，因耳聞青島交還事務，即於8月15日威脅中國禁止從德國手中接收青島，稱：「中國議收回膠灣，此事不向英日咨，直接與德商，必生出日後重大危險。囑警告政府，速即停止以上之進行。」8月20日，駐華公使日置益更是照會中國外交部，稱「膠州灣問題與中國政府無關。日本期望中國政府對此問題持絕對消極立場。」德國也在8月19日時因為在歐洲戰場佔居上風，認為戰事很快結束，故收回交還膠州之提議。在上述建議失敗後，中國政府還一度考慮對德宣戰——與英日聯軍合攻德國膠澳，並願意提供五萬兵力，但同樣皆為英日所反對，日本外相加藤高明表示：「中國既守中立，自無預戰之理。」至此，中國試圖阻止日本在膠州灣開戰的努力終歸失敗。

## 戰鬥序列
| 膠澳德奧衛戍部隊 - 膠澳租借地總督麦维德上校 - 參謀長路德維希·薩克塞上校 - 要塞砲兵司令保羅·波特克中校 - 要塞工兵司令卡爾·塞貝爾少校 - 第3海軍陸戰營：腓特烈·馮·克辛格中校 - 第1連：格奧爾格·威克曼上尉 - 第2連：瓦德馬·蘭塞勒上尉 - 第3連：哈索·馮·威德爾少校 - 第4連：埃里希·波舒曼上尉 - 第5（山地）連：愛德華·克雷曼少校 - 第6（後備）連：康拉德·布特薩克中尉 - 第7（後備）連：漢斯·舒爾茲上尉 - 野戰砲兵司令：瓦爾特·施特谢尔上尉 - 岸防砲兵司令：古斯塔夫·哈斯上尉 - 地面前線要塞砲兵司令：漢斯·魏特曼上尉 - 東亞海軍特遣隊：保羅·库羅中校 - 第1連：克勞斯·馮·海爾茲贝格伯爵上尉 - 第2連：賈可布·绍姆堡上尉 - 第3連：哈里·馮·史特蘭茲上尉 - 奧匈帝國軍：奧斯卡·弗勒里希少尉 - 駐防艦隊： - 防護巡洋艦伊莉莎白皇后號 - 小巡洋艦鸕鶿號 - 雷擊艦S-90號、大沽號 - 砲艦猞猁號、美洲虎號、虎號、黑鼬號 |

| 日軍與英軍封鎖艦隊 - 第二艦隊：司令官加藤定吉中將 - 第二戰隊：司令官加藤定吉中將 - 戰艦周防號、石見號、丹後號 - 海防艦沖島號、見島號 - 第四戰隊：司令官栃內曾次郎中將 - 裝甲巡洋艦磐手號、八雲號、常磐號 - 第六戰隊：司令官上村翁輔少將 - 防護巡洋艦千歲號、秋津洲號、千代田號 - 第一水雷戰隊：司令官藤本秀四郎少將 - 防護巡洋艦音羽號 - 第1驅逐隊：驅逐艦有明號、吹雪號、霰號、彌生號 - 第2驅逐隊：驅逐艦神風號、如月號、初霜號、響號 - 第16驅逐隊：驅逐艦海風號、山風號 - 第17驅逐隊：驅逐艦櫻號、橘號 - 第二水雷戰隊：司令官岡田啟介少將 - 防護巡洋艦利根號 - 第9驅逐隊：驅逐艦白雪號、野分號、白妙號、松風號 - 第12驅逐隊：驅逐艦春雨號、浦波號、綾波號、磯波號 - 第13驅逐隊：驅逐艦村雨號、朝霧號、朝潮號、白雲號 - 直屬航空隊 - 水上機母艦若宮丸 - 英軍： - 戰艦凱旋號 - 驅逐艦烏斯克號、凱內特號 |

| 日軍青島要塞圍攻軍與英軍 - 第18師團：師團長神尾光臣中將，參謀長山梨半造少將 - 第23步兵旅團：堀内文次郎少將 - 歩兵第46聯隊：編有3個步兵大隊、共12個中隊 - 歩兵第55聯隊：編有3個步兵大隊、共12個中隊 - 第1獨立工兵大隊 - 第24步兵旅團：山田良水少將 - 歩兵第48聯隊：編有3個步兵大隊、共12個中隊 - 歩兵第56聯隊：編有3個步兵大隊、共12個中隊 - 第4獨立工兵大隊 - 第29步兵旅團：淨法寺五郎少將 - 歩兵第34聯隊：編有1個步兵大隊、共4個中隊 - 歩兵第67聯隊：編有3個步兵大隊、共12個中隊 - 第18工兵大隊 - 臨時攻城砲司令部：渡邊岩之助少將 - 4個獨立重砲兵大隊 - 第22騎兵聯隊：編有3個騎兵中隊 - 山砲大隊 - 第24野戰砲兵聯隊：編有6個大隊、共36門砲 - 臨時航空隊：5架飛機 - 英軍：納撒尼爾·巴納迪斯頓准將 - 第36錫克步兵團1/2營：編有2個連 - 第2南威爾士邊防團第1營：編有4個連 |

## 戰鬥

### 海上封鎖

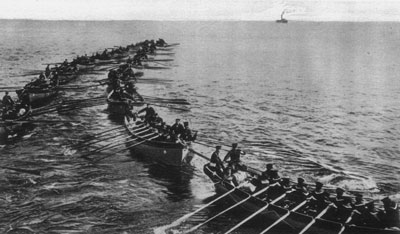
正在登陸青島的日本水兵。

8月27日，加藤命令第二艦隊開始對膠州灣進行封鎖，範圍自北緯35度14分至北緯36度7分、東經120度10分至東經120度36分，並通告中立國及友邦「限24小時內退出封鎖區域，若有不滿此封鎖者，依照國際公法及日本和中立國之約，以應行之手段處置之」。8月28日午後0時5分，加藤率領第二艦隊駛向膠州灣，與前哨艦「石見號」、「常磐號」匯合。29日清晨，開始封鎖膠州灣，連同先前在8月14日與23日切斷煙臺和上海的海底電纜的行動，日軍已使膠州灣陷入對外斷訊的情勢。
日軍主要實施封鎖的艦隊為「高千穗號」和第一、第二水雷戰隊，第一線由驅逐艦構成，第二線則是「高千穗號」和數艘特設砲艦組成，隨後又加入了英軍遠東艦隊旗艦「凱旋號」戰艦和數艘老式驅逐艦，日軍部隊也迅速登陸了灣外的兩座小島——大公島和竹岔島，在上面建造了信號發送站、航海探照燈等設施以進行掃雷作業。接著約兩個月的時間裡，封鎖艦隊始終停泊於灣外，協助掩護陸軍運輸艦、對地面砲火支援和防止德艦的偷襲。然而，第二艦隊在封鎖之初便受到損失；8月31日夜，「白妙號」、「白雪號」和「松風號」三艘驅逐艦外出執行任務，「白妙號」卻突然被德軍探照燈照亮，因其試圖躲避而被膠州灣外靈山島附近的暗礁擱淺，其他日艦試圖搶救，但受德軍「匯泉角砲台」開砲驅趕。9月4日，「白妙號」被岸砲掩護下出擊的「美洲虎號」砲艦擊沉。與「白妙號」同行的「白雪號」也被岸砲擊中船尾，之後被友軍艦隊救走。

### 日軍登陸至突破德軍外圍第一防線階段（9月2日至9月28日）
日軍計畫在完成封鎖後，將於山東半島北部的萊州灣龍口登陸，從後部包抄青島，此舉既可避免部隊搶灘時遭德軍攻擊，也能躲避西方列強之視線，在中國當地劫掠軍需物資。然而龍口距離青島240公里遠，既不是德國租借區也不是警戒地區，在中國已宣佈中立的情況下，日軍不能登陸此地。因此日本駐華公使日置益於8月25日向袁世凱政府要求將山東省黃河以南地區劃為「中立區」（或稱「戰區」、「行軍區」），以供日軍假道，由於此區域遠超過攻擊膠澳的交戰範圍，袁政府因擔憂引起中外嘩然而未應允。29日，日本再度要求袁政府將濰縣至諸城劃一條線，此線以東區設置為戰區，並表示中國即使不同意，日軍也不會變更計畫，還威脅道若中日軍隊發生衝突後果自負。袁政府隨後應允，劃設濰河以東、海廟口、掖縣、平度以西為行軍區。膠濟鐵路則以濰縣為界，以東直至青島區域皆由日軍處置，以西區則為中方軍隊保護。袁政府還撤出了萊州、丈岭等地的駐軍以向日軍示好，並表示「凡事若先與我商，苟可通融，無不竭力」，盡量給予方便。
8月28日，日軍第18師團登陸部隊自長崎出發，先於30日在朝鮮木浦集結，後在31日由第二艦隊第6戰隊護航下，29,000人的先頭部隊於9月2日登陸龍口，首先上岸的是山田良水少將指揮、兵力8,000人的第24旅團（山田支隊），下有1個步兵大隊、2個機槍大隊和一些第22騎兵聯隊的部隊。9月3日，山田支隊已完成登陸，山田便下令騎兵隊作為前導，趕緊向距離110公里遠的平度進攻，9月10日才抵達。然而天候惡劣使登陸作業比預計晚了8天（9月15日）才完成，且因為連日暴雨、洪水氾濫、給養不足、士氣不振等因素，行軍緩慢，至9月10日時師團主力都還在掖縣以北。11日，日軍騎兵隊往即墨挺進，該地距青島僅40公里，且有相對良好的道路，是日軍重要的目標，途中遭遇德軍的小股部隊，後者也迅速撤退之。14日中午，日軍騎兵中隊佔領即墨，主力則直到24日才佔領當地。
9月18日（有說法稱19日、20日），由堀内文次郎指揮、約12,000人的第二批特遣隊（堀内支隊）在第二艦隊第6戰隊的三艘巡洋艦砲火支援下，於青島以東30至40公里的仰口灣登陸。23日，「堀内支隊」與英軍巴納迪斯頓准將指揮的英軍會合，與其形成對青島德軍的陸上包圍，並派遣獨立步兵支隊往濰縣、濟南前進。26日，日軍佔領了濰縣，而第18師團主力向石門山及其東西地帶進攻，進入樓山後、羅圈澗一線，「堀内支隊」則推進至峪夼、旱河一線。27日，第18師團向板橋坊與202.4高地進攻，並擊潰了當地德軍的頑強抵抗，「堀内支隊」則擊退北龍口、南宅科一帶的德軍警戒部隊，當夜已進至浮山、孤山的德軍陣地前。28日中午，日軍野戰重砲第3聯隊的24門三八式15公分榴彈炮抵達前線，海軍重砲隊第1中隊的4門重砲也抵達海岸線，在其掩護下，日軍透過白刃戰突擊，於當天午前佔領了當地的浮山、孤山第一道德軍防線，並以重砲轟擊港內德軍艦艇，小巡洋艦「鸕鶿號」、「猞猁號」、「黑鼬號」砲艦和「大沽號」雷擊艦皆因為中彈受損而被迫自沉。
另外值得一提的是9月5日午前9點15分，一直因天候惡劣未能出擊的「若宮丸」執行了首次的航空偵查任務，一架「法爾曼式」水上飛機起飛，飛行高度1100公尺、時間持續兩小時，除了對德軍青島的佈防進行偵查外，還投擲了炸彈轟炸，這是世界上第一次艦載航空兵實戰行動，也由此了解德軍港內僅存「伊莉莎白皇后號」、「S-90號」和少許小型艦隻，使日軍士氣大振。此後，日軍持續不斷地發動偵查與空襲行動，共合計49次，總飛行時間71小時，投下炸彈199枚，確認有命中6或8枚，無法確認者則有16枚，其中還炸毀了德軍設於信號山上的無線電台，使其無法接收自加羅林群島雅浦島的電台發送、來自本土最高統帥部的指令。

### 陸上包圍德軍階段（9月29日至10月30日）

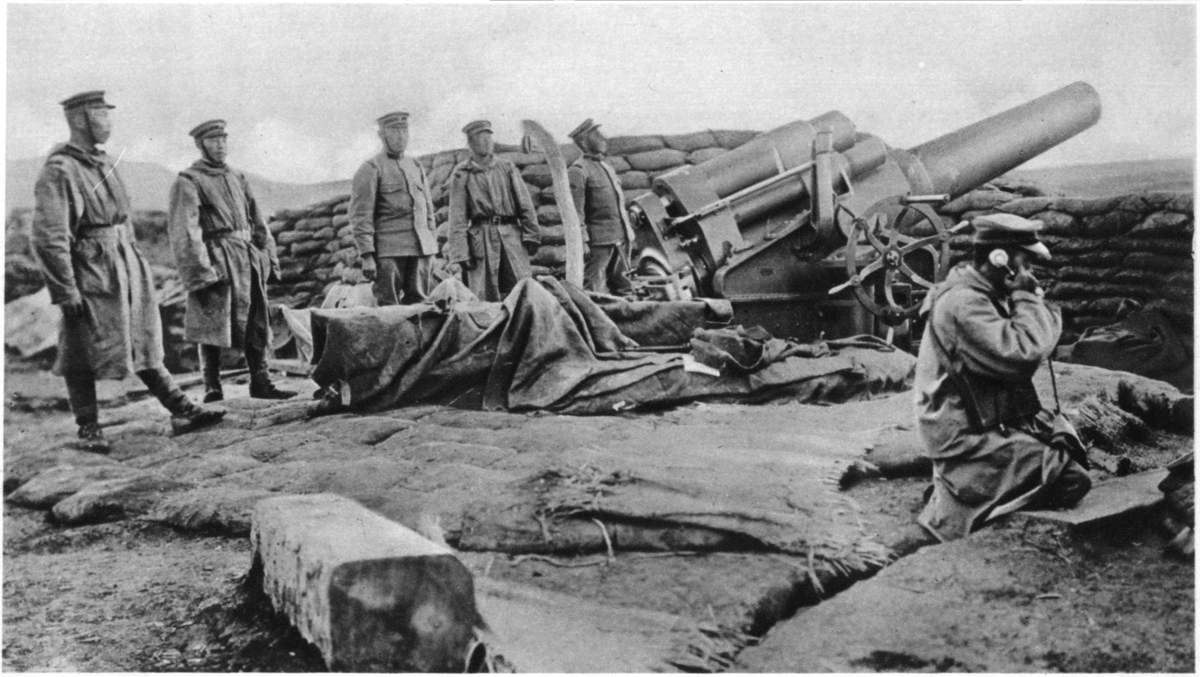
以四五式240毫米榴彈砲轟擊德軍要塞的日軍砲兵。

在外圍防線已被突破的情況下，德軍不願坐以待斃，派遣350人組成的突擊隊於10月2日夜襲正在四方山上修築重砲陣地的日軍，但因為兵力不足而被擊退。之後德軍多次組織反擊行動，企圖改善被圍而逐漸不利的防禦態勢，但因為受限於火力、兵力與後勤方面的限制而都未能扭轉逐惡化的戰局。日英聯軍的陸上包圍封鎖了德軍的互勤補給，使其最終戰敗的結局已成時間問題。9月29日，英軍「凱旋號」與日軍「周防號」對德軍俾斯麥山和伊爾奇斯山上的要塞展開猛烈砲轟。30日清晨，日英聯軍自陸海同時發動攻勢，德軍的大港碼頭油庫和油池等軍事設施被毀。10月2日，日英聯軍戰艦在水上飛機的協助下，再度砲轟德軍砲台，而德軍則利用氣球、飛機和偵察兵等手段掌握日軍砲兵陣地的位置，透過無線電指揮要塞和砲艦對其轟擊，每日平均砲擊約1,500發，也因此日本海軍派遣飛機重點轟炸青島的無線電信局。
在日漸不利的局勢下，德軍「S-90號」雷擊艦受青島海軍司令部之命突圍，轉移至上海。為躲避日軍視線，「S-90號」上搭載兩個假的鐵皮煙囪，偽裝成日軍驅逐艦，於10月17日晚上7點天氣惡劣時藉著夜霧掩護，突破了日軍第一道封鎖線，但到了第二道封鎖線時的凌晨0點15分遭遇了日軍防護巡洋艦「高千穗號」，這艘船9月6日才加入對德封鎖行動，並未發現「S-90號」，後者艦長決定對其發動魚雷攻擊。「S-90號」發射的一枚魚雷擊中了「高千穗號」，還引爆了其搭載的補給用魚雷，進而沉沒，日軍官兵共271人陣亡，僅13人倖存。然而「S-90號」也被其爆炸噴散的破片所傷，轉向西南方撤退，而日軍發現爆炸後隨即大量集結而來。「S-90號」急駛數小時後進入了非交戰區，於18日清晨時於距離青島約60英哩的日照石臼所岸邊撞上暗礁，「S-90號」的65名官兵只得引爆其主砲和艦體、放棄該艦，向前來執行中立條規的中國軍隊繳械和尋求保護，隨之送往南京拘管。然而日軍再度侵犯中國的中立地位，闖入該海域強行卸去「S-90號」的武器，改掛日軍旗幟，並企圖拖走該艦。
10月21日，日英聯軍的陸上包圍圈形成，其陣位避開德軍的正面砲火，從德軍陣地的背後以半圓形包抄，結合其兵力和火力的優勢逐漸逼近。10月29日至30日，淨法寺五郎少將指揮的右翼部隊已進入四方、朝家庄、東吳家村、田家村、辛家庄。

### 總攻階段（10月31日至11月7日）

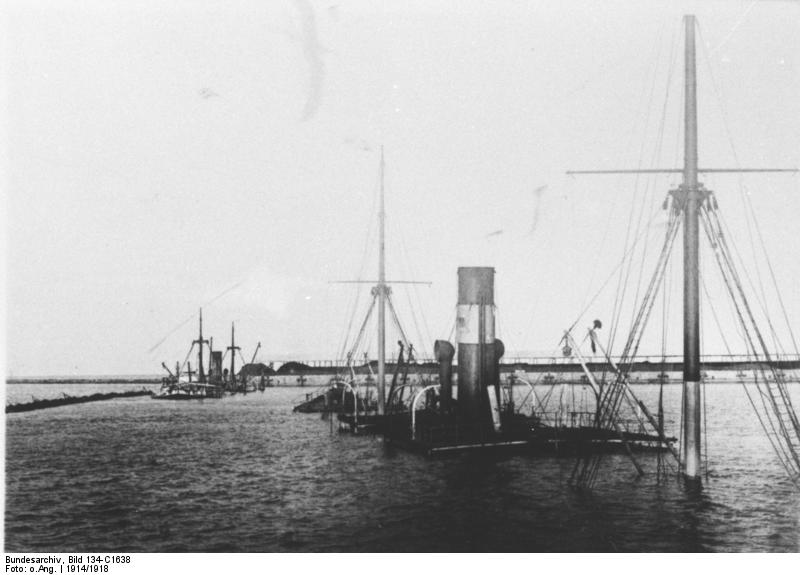
被德軍自沉於港內的船艦。

10月31日，日軍兵分四路發動總攻：
- 右翼隊：由淨法寺五郎少將指揮，以步兵第67聯隊、第18工兵大隊、第1特種山砲小隊組成，負責向海岸堡壘進攻。
- 第1中央隊：由英軍准將巴納迪斯頓指揮，以英軍南威爾士步兵團1個營、第36錫克步兵團1.5個營以及日軍步兵第48聯隊下1.5個小隊、第18工兵大隊第2中隊的1個小隊組成，負責進攻台東鎮堡壘。
- 第2中央隊：由山田少將指揮，以步兵第48、第56聯隊、第4獨立工兵大隊組成，向台東鎮東堡壘和中央堡壘進攻。
- 左翼隊：由崛內少將指揮，以第46、第55聯隊、2個特種山砲小隊、1個重砲大隊、第1獨立工兵大隊等組成，負責進攻小湛山北堡壘、小湛山堡壘。

日本陸海軍集結大量火力，從清晨開始連續七天的壓制性與破壞性砲擊，發射砲彈約1600噸。10月31日當天，俾斯麦山砲台與伊尔蒂斯山砲台皆受到嚴重破壞，其中一枚榴彈直接命中「伊莉莎白皇后號」，造成五人當場死亡，但該艦還是持續戰鬥到射完最後一發砲彈，11月1日凌晨3點，奧軍為不使其落入日軍之手而開啟海底閥門將其自沉。日軍的砲擊還擊中了青島的煤油儲備所，引發了火災，發電廠也中彈無法運作，要塞電網等設備癱瘓。同時日軍個編隊展開進攻，在自軍砲火掩護下挖掘散兵壕作為陣地逐次推進，11月1日佔領了四方至浮山所的第1攻擊陣地，3日夜間再佔領了從海泊河水厂經西吳家村、亢家庄東側高地至浮山所西約500公尺的第2攻擊陣地。5日中午前，德軍砲台已幾乎打光了所有的砲彈。6日夜，日軍發起了三次的連續衝鋒進攻，佔領位處德軍各堡壘附近的海泊河右岸的第3攻擊陣地。
7日凌晨，日軍再度對青島要塞發動總攻。上午1點40分，第2中央隊左翼部隊攻佔中央堡壘，5時10分攻佔小湛山北堡壘，5點30分右翼隊也攻佔台東鎮東堡壘。6點30分，第2中央隊和右翼隊攻佔伊尔蒂斯山砲台、俾斯麦山砲台和太平山一帶的高地。7點，日軍右翼隊攻佔海岸堡壘，第1中央隊攻佔台東鎮堡壘。7點30分，青島要塞全境為日軍所攻佔。德軍在要塞被攻陷前炸毀了所有砲台，毀掉除了手提武器外的所有軍火和物資，運兵船、碼頭設施、浮船塢、起重機、數艘萬噸級海輪皆自沉。德軍眼見彈盡糧絕，於觀象山上豎起白旗，並派出代表與日軍代表在東吴家村會談。下午4點，膠澳總督麥維德簽署降書。11月16日，日軍進入青島市區，青島戰役結束。

## 結果

### 傷亡戰果與對一戰的影響

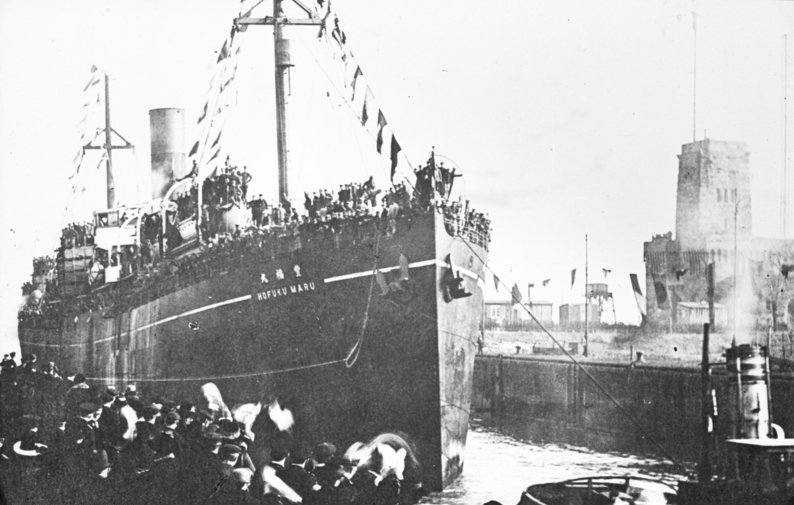
1920年乘船返回德國威廉港的青島德軍戰俘們。

日本在青島戰役中付出少許的代價便攫取了具有重要戰略地位的青島和「膠濟鐵路」，雙方傷亡根據資料來源有所差異，查爾斯·伯頓·伯爾迪克提出日軍415人死亡和1,451人受傷、英軍13人死亡與61人受傷，德軍則有199人死亡、294人受傷和4,689人（含奧匈士兵）被俘的數據，而根據德奧官方資料，共有其官兵195人陣亡、約500人受傷、4,042人被俘，這些德奧俘虜後來被送往日本戰俘集中營拘留數年。
在物質方面，日軍雖也損失了1艘防護巡洋艦、1艘驅逐艦和3艘掃雷艦，但從德國手中繳獲包括150門大砲在內的大量各類戰利品，價值達7,000萬日元，超過了其出兵山東總費用的6,500萬日元。青島戰役的勝利為日本政府大肆渲染，神尾光臣中將和當時的陸軍大臣岡市之助皆被封為男爵，參戰士兵共獲得14.5萬餘枚的各式勳章，數以百計的官兵獲得晉升，連每一位國會議員都受到獎賞，以至於有三位議員因「無功不受祿」而婉拒天皇賜予的禮物，此前日本歷史上從未出現過。
對協約國而言，青島戰役的勝利具有重要的軍事和政治意義。軍事上，英日聯軍消滅了德國在東亞大陸的最後據點，保障了遠東海上交通的安全。在政治層面上，此戰彰顯了「英日同盟」的價值，鞏固了兩國的戰時合作關係，為之後的海軍合作有了良好的開端，此戰儘管規模雖然不大，但其勝利鼓舞了協約國的士氣。

### 日軍佔領青島

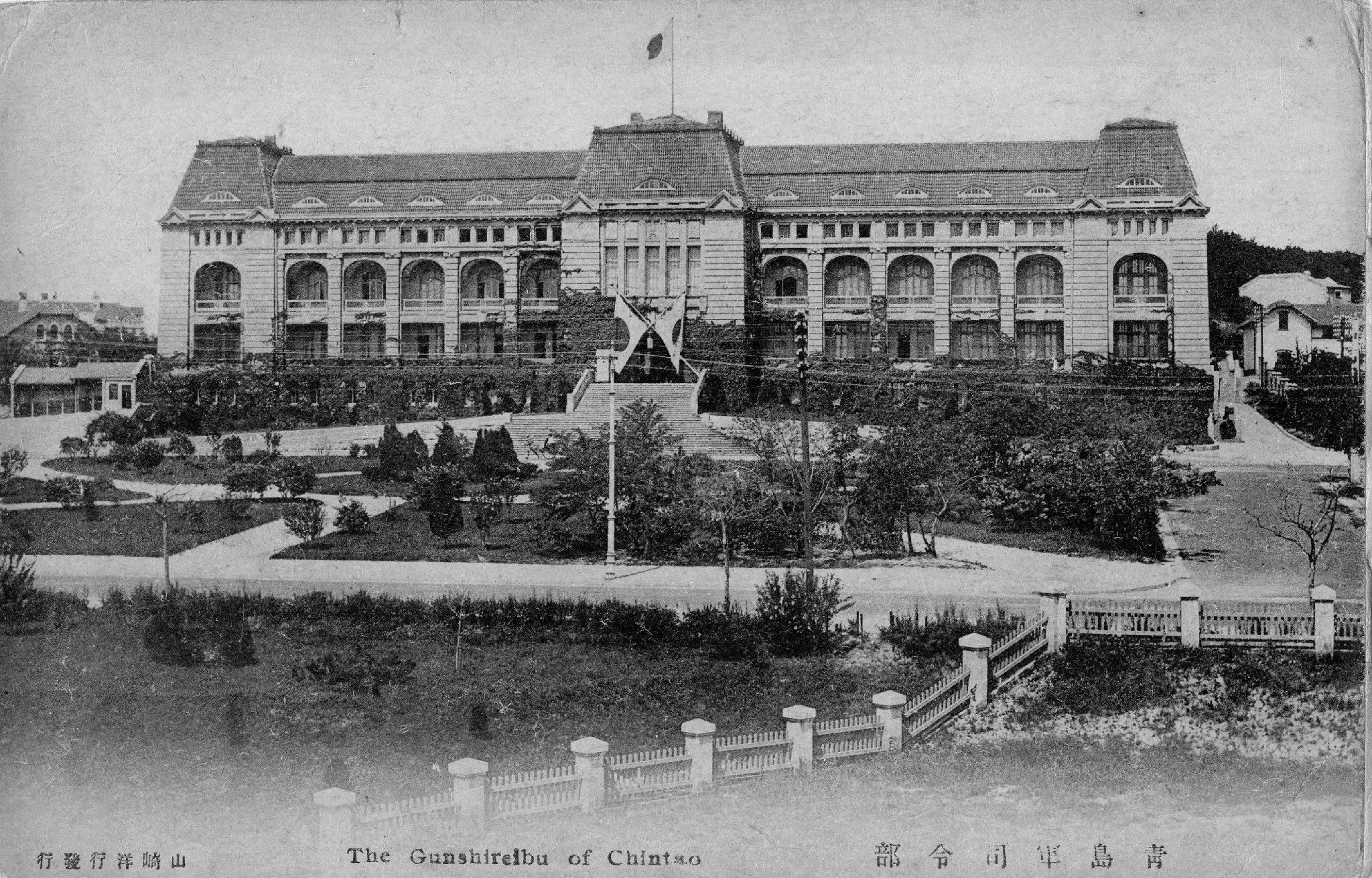
原德國膠澳總督府，日軍佔領青島後便將其作為青島守備軍司令部。

儘管中國居於中立，日德兩國軍隊在青島的戰鬥仍為當地的居民造成人命和物質的損失，青島居民因戰亂有1548戶住家被毀、中彈身亡40餘人、財產損失約1,900餘萬元，德軍大量拆毀中國人的民宅來充作防禦工事、凍結和侵吞中國人的大量財產，中國平民也時有在逃亡時遭德軍所殺的情況；而日軍更是自登陸後便開始大量施以暴行，包括搶劫、強姦等，僅掖縣因遭姦汙而尋死之女性便有十多人，日軍進抵平度後，更發布《斬律五條》，通告中國平民觸犯下列「罪行」者即處死刑：一、妨礙我軍一切行動者處斬；二、若有切斷電線或侵損者處斬；三、拘送該犯或指名密告者重賞；四、知罪不舉，窩藏匪徒，鄰居鄉保從重治罪；五、如於該村一人之犯，該村人民盡處斬刑。僅膠東行軍區內，日軍即槍殺斃命約97人，傷殘者238人。日軍一次著名的暴行即發生於9月15日的即墨西北鄉毛家嶺村，通稱「毛家嶺慘案」，日軍因當地村民沒有滿足其要求，打死打傷村民10餘人、抓走5人，而全村36戶居民的164間民房被日軍付之一炬。
1914年11月16日，日軍宣佈對青島實施軍事管制，19日便發出第一號軍令，設置「青島」與「李村」兩個軍政署，任命吉村健藏中佐和多賀宗之為軍政署委員長。27日，「青島守備軍」司令部成立，由神尾光臣擔任司令官，直屬於日本天皇，至1917年，改設置為民政署。日本在佔領統治青島期間，就政治上實施了嚴格的軍政管制，日本憲兵與警察可以隨意逮捕、關押、審訊和殘殺中國居民，嚴禁一切群眾聚會或反日活動，並以其獨攬山東的地位干涉中國內政、積極培植親日勢力；經濟上，日本沒收了德國在青島和山東、連同中德合辦企業在內的所有財產，且以青島為中心，透過強佔而來的膠濟鐵路擴張其勢力範圍，進行資源掠奪、經濟統制（據計日本佔領青島8年的時間僅「膠濟鐵路」就獲利了5126萬元、掠奪山東的煤鐵礦產則獲利2260餘萬元、港口貿易收入1.1億元）、利用經濟特權大量傾銷日貨，使山東原有的農村經濟與手工業生產受到嚴重打擊；社會上，鼓勵日本人移居青島，投資設廠，這些新移民直接強佔了因躲避戰火而逃難的中國房屋財產，佔領當局亦以低於德國收購價錢的一半大量強買土地；文化教育上，日本規定各校必須學習日語、大力扶持日文報刊、開辦僑民學校（如青島日本高等女學校），推行便於殖民統治的奴化教育。

### 「山東問題」

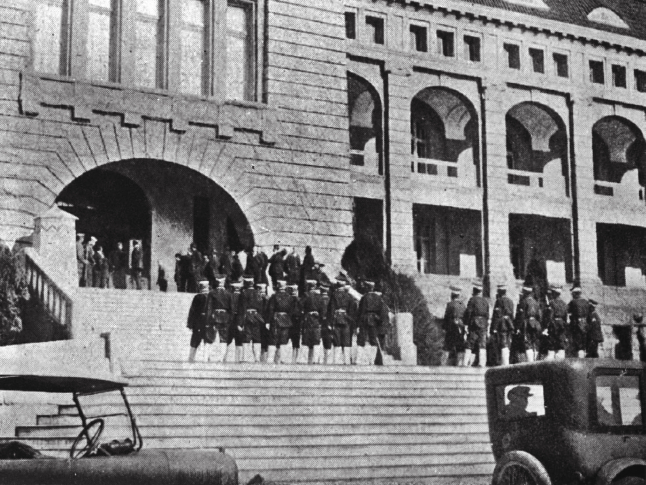
1922年12月10日，青島主權回歸中國儀式。

戰後日本一反先前的承諾，對外表示當初對德最後通牒中「將膠州灣交還中國」的內容無效，其軍部報紙《國民新聞》便提及關於最後通牒的承諾「已因德人拒絕而無效」，「膠州灣可視為戰利品，毋需歸還中國」。外務省則稱青島前途只得待戰爭結束，由中日商談解決。外相加藤於1914年11月10日以中日未曾訂過必須歸還膠州的協議、通牒上的宣告「無論如何不能夠成一種諾言」為由，拒不撤軍。
日本對山東的侵略行徑以及中國在外交上的軟弱引發了中國人民強烈的反日浪潮，形成北京政府強大的壓力，不得不在1915年1月7日正式照會英日兩國公使，聲明取消戰區，恢復中立狀態，並要求佔領膠澳鐵路的日軍撤回至膠澳租借地內。然而日本反藉此指控中國「獨斷處置」、「輕視國際信義」、「不顧邦交」，之後又在18日以國家「受辱」之名，提出「二十一條」要求，不僅第一號第一至第四款要求北京政府承認日本接收德國此前於膠州灣的所有殖民權益，還想佔領整個山東省，而第五號更是企圖控制中國的軍警系統，將整個中國淪為殖民地。北京政府只得進行多次的交涉和談判，日軍為使中方接受不惜動員軍隊威嚇，日俄戰爭勝利後駐紮於滿洲以及山東的日軍對北京政府形成夾擊之勢，後者蒙受巨大的壓力，在最終日本因國際輿論而撤回第五號後，北京政府接受了其他所有的條件。
此舉更引起中國國內的不滿，進而才有參戰、以「戰勝國」身份處理「山東問題」之想法，中國政府內部的主戰派因此崛起，最終中國加入協約國一方，對德宣戰。然而「巴黎和會」上，同為戰勝國的日本以「二十一條」為據，堅持接管山東，而列強對日妥協，允許了其接管要求。對戰後和約收回山東的寄望破滅後，中國爆發了大規模學生運動，是為「五四運動」，全國各大城市學生罷課、工人罷工抗議，中國代表團也因為民意的壓力拒絕在和約上簽字。兩年後，1921年11月12日由美國總統沃倫·蓋瑪利爾·哈定召開解決太平洋和遠東問題的「華盛頓會議」，使「山東問題」再度被提上議程，經過3個月反覆的談判，中國最終收回了青島主權以及山東的權益，並額外付出了6100萬日元的代價，日本雖撤離了青島與山東，但仍保有諸如中日合辦企業等經濟特權。
儘管青島戰役僅60多天，但卻對中國無論是內政還是外交、政府和國民皆造成巨大的衝擊和深遠的影響，北京政府軟弱的中立政策嚴重挫敗了袁世凱和北京政府在全國的威望，而日軍進犯中立區、其所及處大量犯下暴行、乃至於戰後強佔青島、以武力逼使中國政府簽署「二十一條」等使得中日兩國關係進入了歷史上的轉折點。此前，甲午戰爭後的日本被中國視為重要的學習對象，即使其參與八國聯軍逼迫中國簽下《辛丑和約》後，雙方仍維持了十多年的緩和，縱使再發生了日俄戰爭，兩國關係也並未有明顯波折。然而青島戰役後，兩國之間的信任感徹底崩潰，日本自此成為中國人民心中最大的潛在威脅，並引發後者強烈的愛國主義與民族主義。

## 註腳
1. 1 2  李洋（2014年），第225页
2. 1 2 3 4 5  章騫（2013年），第94-96页
3. 1 2 3 4 5  Stephenson（2017年），第95、128页
4. 1 2 3  劉平 & 江林澤（2014年），第56页
5. 1 2  章騫（2013年），第91、94-96页
6. 1 2 3 4  Stephenson（2017年），第158页
7. 1 2 3 4 5  胡杰（2018年），第108页
8. ↑  Denis（2000年）
9. 1 2  王玉麒（2015年），第525页
10. ↑  劉平 & 江林澤（2014年），第52页
11. 1 2 3 4  宋青（2009年），第43页
12. 1 2 3 4  李堯星 & 杜津威（2017年），第73页
13. ↑  孫立新（2014年），第253页
14. ↑  余凱思（2005年），第81-82页
15. ↑  孫立新（2010年），第33页
16. ↑  孫立新（2014年），第254页
17. ↑  余凱思（2005年），第83-84页
18. ↑  孫立新（2014年），第254-255页
19. ↑  孫立新（2014年），第256-265页
20. ↑  張樹楓（2005年），第238页
21. ↑  李厚基（1991年），第175页
22. 1 2 3 4 5 6  張樹楓（2005年），第239页
23. 1 2  王玉麒（2015年），第520-521页
24. 1 2 3  黃尊嚴（2004年），第38页
25. ↑  黃尊嚴（2004年），第5页
26. ↑  黃尊嚴（2004年），第6页
27. ↑  李厚基（1991年），第181页
28. ↑  李厚基（1991年），第182页
29. ↑  黃尊嚴（2004年），第9页
30. ↑  周荃 & 李厚基（1987年），第74页
31. 1 2 3  王雁（2016年），第23页
32. ↑  黃尊嚴（2004年），第10、11页
33. 1 2  劉平 & 江林澤（2014年），第55页
34. 1 2  黃尊嚴（2004年），第4页
35. ↑  胡杰（2018年），第105、107页
36. 1 2 3  章騫（2013年），第92页
37. ↑  胡杰（2018年），第106页
38. ↑  王雁（2009年），第99页
39. ↑  李堯星 & 杜津威（2017年），第74页
40. ↑  黃尊嚴（2004年），第24页
41. ↑  胡杰（2018年），第107页
42. ↑  章騫（2013年），第93页
43. ↑  胡杰（2018年），第107-108页
44. ↑  章騫（2013年），第94-95页
45. ↑  黃尊嚴（2004年），第17页
46. ↑  趙愷（2015年），第150页
47. 1 2 3  章騫（2013年），第94页
48. 1 2  章騫（2013年），第91页
49. ↑  李洋（2014年），第216-217页
50. 1 2  章騫（2013年），第95页
51. ↑  鲍中行（1990年），第306页
52. ↑  胡汶本（1983年），第42-43页
53. 1 2 3 4  章騫（2013年），第96页
54. 1 2 3 4  黃尊嚴（2004年），第14-15页
55. ↑  劉增平（2014年），第19页
56. ↑  王建朗（2005年），第5页
57. ↑  劉增平（2014年），第17页
58. ↑  王建朗（2005年），第6页
59. ↑  黃尊嚴（2004年），第21页
60. 1 2 3  黃尊嚴（2004年），第22页
61. ↑  侯中軍（2015年），第300页
62. ↑  黃尊嚴（2004年），第23页
63. ↑  李洋（2014年），第217页
64. 1 2  Stephenson（2017年），第90页
65. 1 2  Stephenson（2017年），第91页
66. 1 2  李洋（2014年），第225-226页
67. 1 2 3 4  章騫（2013年），第97页
68. 1 2  趙愷（2015年），第151页
69. 1 2 3 4  黃尊嚴（2004年），第42页
70. 1 2 3 4  周荃 & 李厚基（1987年），第76页
71. ↑  Stephenson（2017年），第91-92页
72. ↑  鮑中行（1990年），第307页
73. 1 2  王玉麒（2015年），第523页
74. ↑  Stephenson（2017年），第92页
75. 1 2 3  鮑中行（1990年），第308页
76. ↑  李洋（2014年），第228页
77. 1 2  劉平 & 江林澤（2014年），第58页
78. 1 2 3 4 5  宋青（2009年），第44页
79. 1 2 3 4  章騫（2013年），第98页
80. 1 2 3  黃尊嚴（2004年），第53页
81. ↑  Stephenson（2017年），第126页
82. ↑  李洋（2014年），第232页
83. ↑  鮑中行（1990年），第309页
84. 1 2  黃尊嚴（2004年），第54页
85. ↑  鮑中行（1990年），第310页
86. 1 2  黃尊嚴（2004年），第25页
87. ↑  李洋（2014年），第233页
88. ↑  Fenby（2014年），第55页
89. 1 2  陸安（2001年），第44页
90. 1 2  山東省出版總社青島分社（1985年），第62-63页
91. ↑  黃尊嚴（2004年），第69页
92. ↑  劉平 & 江林澤（2014年），第57页
93. ↑  青報網（2014年）
94. ↑  李寶金（1997年），第135页
95. ↑  張憲文（2015年），第4页
96. ↑  孫順華（2012年），第201-205页
97. 1 2 3  黃尊嚴（2004年），第77页
98. ↑  黃尊嚴（2004年），第87-88页
99. ↑  黃尊嚴（2004年），第91页
100. ↑  李堯星 & 杜津威（2018年），第112页
101. ↑  黃尊嚴（2004年），第94-95页
102. ↑  孫順華（2012年），第206页
103. ↑  胡汶本（1983年），第76页
104. 1 2  孫順華（2012年），第207页
105. ↑  胡汶本（1983年），第79页
106. ↑  李堯星 & 杜津威（2018年），第108页
107. ↑  李堯星 & 杜津威（2018年），第113页
108. ↑  李堯星 & 杜津威（2018年），第113-114页